# Ісач
Ісач (рум. Isaci) — село у повіті Олт в Румунії. Входить до складу комуни Феджецелу.
Село розташоване на відстані 129 км на захід від Бухареста, 39 км на північ від Слатіни, 74 км на північний схід від Крайови, 130 км на південний захід від Брашова.

## Населення
За даними перепису населення 2002 року у селі проживала 271 особа, усі — румуни. Усі жителі села рідною мовою назвали румунську.